# La Cruz de Oro
La Cruz de Oro är en ort i Mexiko.   Den ligger i kommunen Tuzantán och delstaten Chiapas, i den sydöstra delen av landet, 900 km sydost om huvudstaden Mexico City. La Cruz de Oro ligger 35 meter över havet och antalet invånare är 243.
Terrängen runt La Cruz de Oro är kuperad åt nordost, men åt sydväst är den platt. Runt La Cruz de Oro är det ganska tätbefolkat, med 207 invånare per kvadratkilometer. Närmaste större samhälle är Huixtla, 4,9 km nordväst om La Cruz de Oro. I omgivningarna runt La Cruz de Oro växer i huvudsak städsegrön lövskog.